# Johann von Charpentier

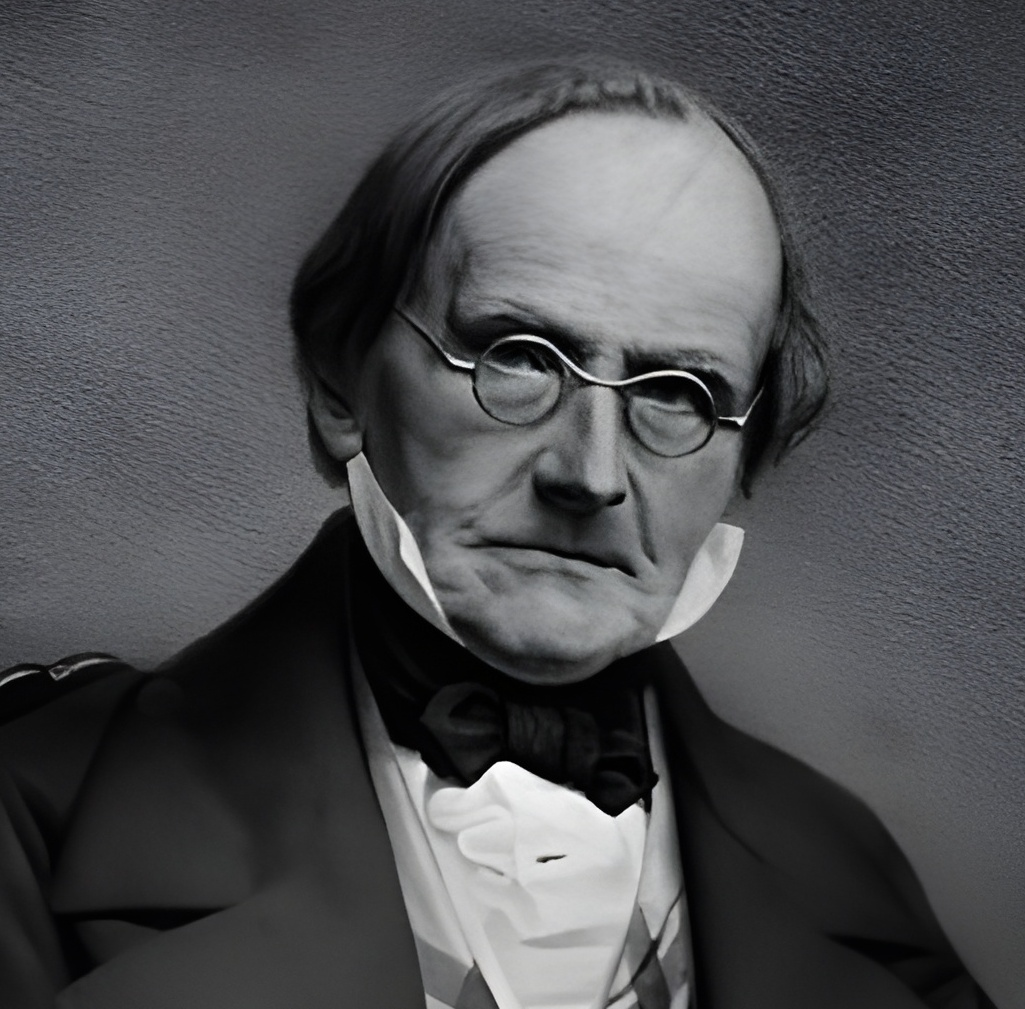
Johann von Charpentier

Johann Georg Friedrich von Charpentier (* 7. Dezember 1786 in Freiberg, Kursachsen; † 12. September 1855 in Bex, Kanton Waadt, Schweiz) war ein deutscher Geologe und Gletscherforscher. Er war auch Botaniker und Zoologe. Sein offizielles botanisches Autorenkürzel lautet „Charpent.“

## Leben und Werk
Charpentier, der sich auch Jean de Charpentier nannte, war der Sohn des berühmten Bergbauingenieurs Johann Friedrich Wilhelm von Charpentier und der Bruder von Toussaint von Charpentier. Er studierte wie sein Vater Bergbau bei Abraham Gottlob Werner an der Bergakademie Freiberg, arbeitete später in Kupferminen der Pyrenäen und wurde dann 1813 in das Amt eines Salinendirektors in Bex berufen. Daneben hielt er an der Akademie von Lausanne Vorlesungen zur Geologie. 1819 unterstützte er die Gründung der Société Vaudoise des Sciences Naturelles.
Von ihm stammt eine geologische Karte der Pyrenäen (Essai sur la constitution geognostique des Pyrenees, par J. de Charpentier … Avec une planche et une carte geognostique des Pyrenees 1823).

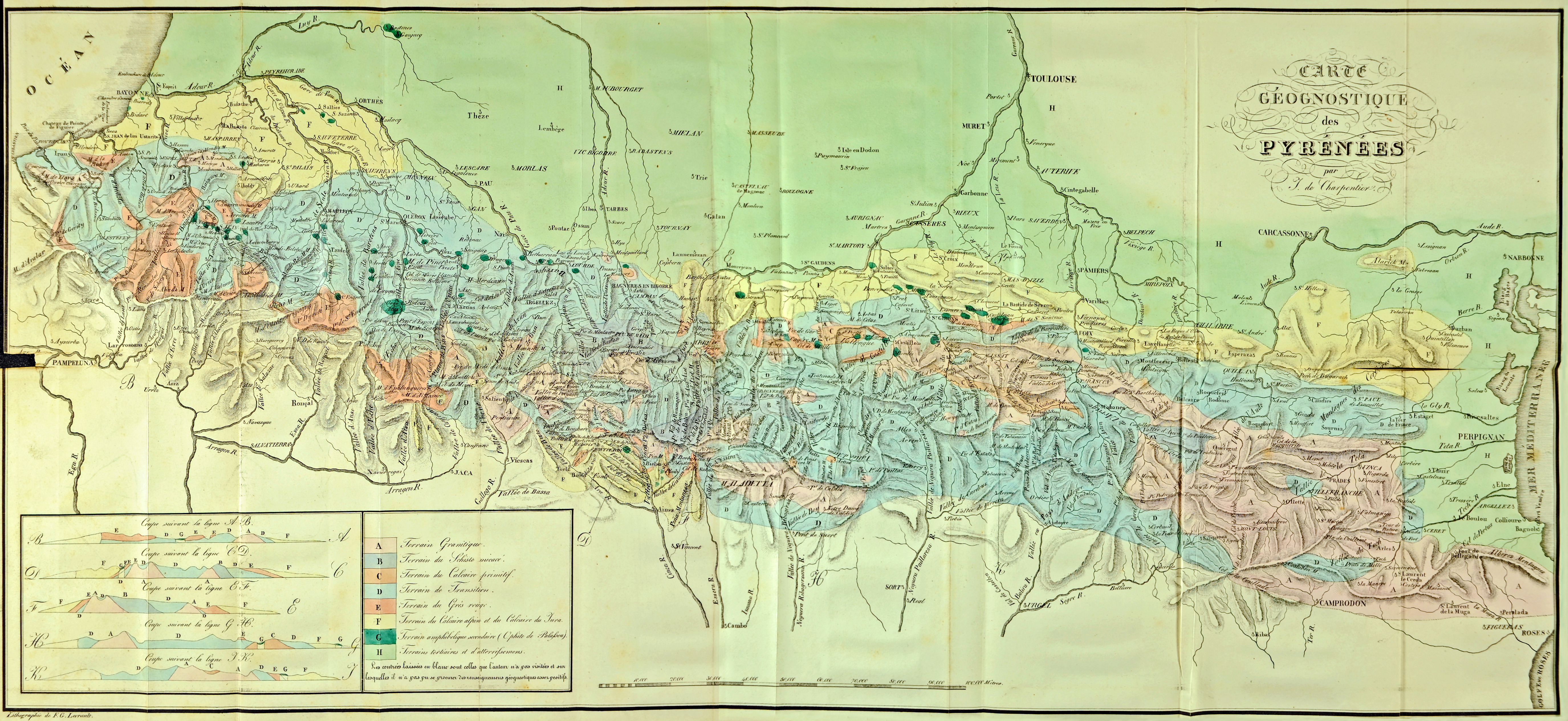
Geologische Karte der Pyrenäen

Als 1818 der Gletschersee von Giétroz durchbrach und viele Menschen dadurch umkamen, wandte er sich der Gletscherkunde zu. Vor allem durch sein Studium der erratischen Blöcke sowie der Moränen stellte er die Hypothese auf, dass die Gletscher früher eine viel größere Ausdehnung hatten. Ihm zu Ehren wurde dafür 1971 die Charpentier-Pyramide, ein Berg im ostantarktischen Coatsland, benannt.
1841 erschien sein Werk Essais sur les glaciers, das durch die Schärfe der Beobachtung und die Klarheit der Darstellung noch heute Bewunderung erweckt. Mit dieser Arbeit ist die Theorie einer früheren Vergletscherung weiter Teile der Schweiz mit all ihren Auswirkungen wie Moränenaufschüttungen und Blockverschleppungen bis weit in das Vorland der Alpen wissenschaftlich belegt worden. Seine Erkenntnisse hatte er zusammen mit Ignaz Venetz (1788–1859) gewonnen, dessen Anteil er in seinen Veröffentlichungen stets gewürdigt hat.
Charpentier vertrat im Gegensatz zu Karl Friedrich Schimper (und Louis Agassiz) die Auffassung, dass die Vergletscherung erst nach der Hebung der Alpen erfolgt sei.
Charpentier war auch als Botaniker und Zoologe bekannt. Er hatte eine umfangreiche Sammlung von Pflanzen, Insekten und Conchylien, die größtenteils später nach Lausanne gelangte. Nach ihm ist die Pflanzenart Charpentiers Mannsschild (Androsace brevis) benannt.
1845 wurde er zum Ehrenmitglied (Honorary Fellow) der Royal Society of Edinburgh gewählt.